# Ардзинба, Владислав Григорьевич
Владисла́в Григо́рьевич А́рдзинба (абх. Владислав Григори-иԥа Арӡынба [vladəjslav grəjgorəj jəpʰa ardzənba];, 14 мая 1945, село Эшера, Абхазская АССР — 4 марта 2010, Москва) — советский и абхазский государственный и политический деятель, историк-востоковед, доктор исторических наук, занимавшийся исследованием хеттской культуры и определением исторических связей между абхазо-адыгскими народами и древними народами Малой Азии. С 1989 по 1991 год был народным депутатом СССР.
С 1990 года — председатель Верховного Совета Абхазской ССР (с 1992 года — Республика Абхазия). Являлся главнокомандующим армией республики в период войны с Грузией. В 1994 году избран президентом Абхазии голосованием в Верховном Совете. В 2004 году объявил об уходе из политики в связи с прогрессирующей болезнью. Уход Ардзинбы с поста президента Абхазии повлёк за собой политический кризис в стране, продолжавшийся с октября 2004 по январь 2005 года. Последние годы жизни проживал на государственной даче в Пицунде.

## Биография
Владислав Ардзинба родился в селе Эшера (недалеко от Сухума) в мусульманской семье, отец его был директором школы, мать — учительницей. Сам Владислав, по его словам, правоверным мусульманином никогда не был. Отец, Григорий Константинович (Киаминович) Ардзинба, инвалид Великой Отечественной войны I группы, воевал под Харьковом в кавалерии, преподавал историю и увлекался археологией, что и повлияло на дальнейший выбор профессии сына. Мать — Надежда Шаабановна Язычба. Единственный брат Владислава, Нодар (род. 1952), погиб при стрельбе в ресторане в 1980-х годах, оставив после себя детей (племянников Владислава).
В 1966 году Владислав окончил исторический факультет Сухумского государственного педагогического института им. А. М. Горького. Лекции ему читали в том числе крупные абхазоведы З. В. Анчабадзе и Ш. Д. Инал-Ипа. Последний, по словам Владислава Григорьевича, и сподвиг его к изучению культуры хеттов.

### Научная деятельность
В 1966 году Ардзинба поступил в аспирантуру Института востоковедения АН СССР, где в 1969 году защитил диссертацию на соискание учёной степени кандидата исторических наук на тему «Хаттские истоки социальной организации древнехеттского общества. Функции должностных лиц с титулами хаттского происхождения». В 1969—1988 годах являлся научным сотрудником сектора идеологии и культуры Древнего Востока Института востоковедения АН СССР. Научным руководителем Ардзинбы был академик Вячеслав Иванов.
Научные работы Ардзинбы посвящены таким темам, как хаттское наследие в социальной организации хеттского общества; хеттские культы, ритуалы, сакральные празднества и мифология; хеттская дипломатия; хеттские законы; генетические связи хаттского языка; кавказский нартский эпос; традиционная религия и мифология абхазов. Среди его наиболее значимых открытий — дуальная социальная организация хеттского общества доклассового периода, функционирование института полюдья в древней Анатолии, доминирование двоичных оппозиций в хеттском культе, типологизация многих элементов хаттской, хеттской и хурритской культуры в ряду мировых архаических традиций. В хеттологии Владислав Ардзинба придерживался преимущественно западноевропейской хеттологической школы. Отдельное место в его исследованиях занимало установление некоторых из связей хаттского и западнокавказских языков, что привело к помещению ряда элементов культуры народов Кавказа в более широкий контекст.
В 1983 году в свет вышла книга Джеймса Маккуина «Хетты и их современники в Малой Азии» (англ. «The Hittites: And Their Contemporaries in Asia Minor»), переведённая Ф. Л. Мендельсоном на русский язык. Владислав Ардзинба стал её редактором и автором послесловия, в котором он затронул все темы, мнение автора о которых являлось спорным в научном сообществе. Л. С. Клейн в своей рецензии признал, что послесловие за авторством Ардзинбы имеет самостоятельную ценность, так как дополнительно раскрывает тему соседних с хеттами народов гораздо шире, чем это сделал Маккуин.
В 1985 году Ардзинба защитил диссертацию на соискание учёной степени доктора исторических наук «Ритуалы и мифы древней Анатолии» в Тбилисском государственном университете, которая получила положительные рецензии. Отмечался комплексный подход к анализу имевшихся данных о ритуалах, позволивший получить новые сведения о культурной и социальной истории как хеттов, так и других народов Малой Азии. В 1988 году Владислав Ардзинба вернулся в Сухум и возглавил Абхазский институт языка, литературы и истории имени Д. И. Гулиа (с 1994 года — Абхазский институт гуманитарных исследований), в связи со смертью его директора, профессора Георгия Дзидзария, проработал в этой должности до 1996 года.

### Политическая деятельность в советском парламенте
С 1989 по 1991 год Ардзинба являлся народным депутатом СССР, членом Совета Национальностей Верховного Совета СССР.  Там произошла его встреча с академиком Андреем Сахаровым, о которой Ардзинба вспоминал как о значительном событии в жизни, повлиявшем на мировоззрение. Консультировал Ардзинбу, помогал ему обрасти необходимыми политическими связями в Москве и занимался организацией деятельности Ардзинбы в советском парламенте его соотечественник, начальник отдела Аналитического управления КГБ СССР, полковник Отари Аршба.
На первом съезде народных депутатов Владислав Ардзинба поднял вопрос о притеснениях малых народов СССР со стороны титульных наций 15 союзных республик. Он предложил изменить отношения подчинения между республиками и автономиями на договорные, дабы в случае выхода республики из состава СССР автономии, в неё входящие, могли самостоятельно выбрать свой дальнейший путь. В качестве примера он привёл договор между ССР Абхазия и ССР Грузии в 1921—1936 годах.

### Руководство Республикой Абхазия
В 1990 году Владислав Ардзинба был избран председателем Верховного Совета Абхазской АССР. В это время Верховный Совет Грузинской ССР провозгласил ликвидацию национальных автономий на территории страны. В ответ на это в Абхазии 23 июля 1992 года было аннулировано действие конституции 1978 года и возобновлено действие конституции 1925 года, согласно которой Абхазия являлась союзной республикой в составе СССР.
В период распада СССР Ардзинба выступал за сохранение единого советского государства с обновлением законодательной базы, предпринимал шаги к установлению равноправных отношений с Грузией. В 1992—1993 — был Главнокомандующим её Вооружёнными Силами в грузино-абхазской войне. В начале войны с целью предотвратить разрушения в Сухуми Ардзинба отдал приказ отступить за Гумисту. Несмотря на это, переговоры с Грузией зашли в тупик, а город был подвергнут разрушениям. 30 сентября 1993 года абхазские вооружённые силы под руководством Ардзинбы вытеснили грузинские войска за реку Ингур и установили контроль над всей территорией Абхазии за исключением района Кодорского ущелья (откуда грузинские войска были вытеснены в августе 2008 года). В сентябре 1994 года в Новом Афоне состоялись трёхсторонние переговоры Ардзинбы, Шеварднадзе и министра обороны РФ Павла Грачёва. Ранее Ардзинба встретился и с Ельциным, официальная позиция президента России базировалась на признании территориальной целостности Грузии. По окончании военных действий Ардзинба предпринимал шаги по сближению, установлению прозрачных границ и военного союза с Россией.
26 ноября 1994 года, на 12-й сессии ВС Абхазии провозгласил независимость республики и принял новую Конституцию. Согласно ей Абхазия стала президентской республикой. Сразу же решением совета его председатель, Владислав Ардзинба, был избран президентом Республики Абхазия. Инаугурация прошла 6 декабря того же года. В 1997 году заместитель секретаря Совета безопасности РФ Борис Березовский настойчиво уговаривал Ардзинбу возвратить Абхазию в состав Грузии, но получил категорический отказ. Вплоть до 2000 года Ардзинба участвовал лично и через своего представителя Анри Джергению в переговорах по урегулированию грузино-абхазского конфликта при посредничестве ООН и России.
26 марта 1997 года указом президента Абхазии была основана Академия наук Абхазии (формально, начало её существованию положило постановление ВС Абхазии от 13 декабря 1993 года). В августе 1997 года большой общественный резонанс вызвал визит Ардзинбы в Тбилиси и его переговоры с Эдуардом Шеварднадзе при посредничестве министра иностранных дел России Евгения Примакова. По итогам переговоров глава Абхазии подтвердил свою базовую позицию о том, что готов заключить с Тбилиси лишь равноправный союзный договор, основанный на равносубъектности Абхазии и Грузии.
3 октября 1999 года на первых всенародных выборах президента Республики Абхазия, проходивших на безальтернативной основе, Ардзинба одержал победу и был переизбран на новый срок 98,9% избирателей.
Период президентства Владислава Ардзинбы характеризовался низким уровнем жизни в стране, что было вызвано как послевоенной разрухой, так и высоким уровнем коррупции. По некоторым свидетельствам, без дачи взятки одному из однофамильцев президента невозможно было вести бизнес. Высок был уровень бандитизма, разворовывалось оставшееся без охраны государственное имущество. В сложившихся условиях всё чаще звучала критика в адрес президента, сформировалась оппозиция, в которую вошли в том числе люди, занимавшие должности в правительстве, например бывший премьер-министр страны Сергей Багапш. В 2002 году к оппозиции присоединилось движение ветеранов войны с Грузией «Амцахара».

### Отставка
В связи с тяжёлой болезнью (страдал неспецифическим язвенным колитом, болезнями костного и спинного мозга) Ардзинба в 2004 году был вынужден заявить об уходе с поста президента и завершении политической карьеры. Своим преемником он объявил Рауля Хаджимбу, но, вопреки ожиданиям, победу на выборах одержал Сергей Багапш. Это, вкупе с уходом Ардзинбы с политической арены республики, привело к затяжному политическому кризису в Абхазии, продолжавшемуся до повторных выборов 12 января 2005 года. Через месяц, 12 февраля 2005 года Ардзинба передал власть второму президенту Абхазии Сергею Багапшу, одержавшему победу на повторных выборах.

### Смерть

Могила Владислава Ардзинбы в Эшерах, у Нижнего Гумистинского моста, 2021 год

Последние 10 лет страдавший прогрессирующим заболеванием Ардзинба вёл непубличный образ жизни на государственной даче в Пицунде. 26 февраля 2010 года находившегося уже в критическом состоянии Владислава Ардзинбу вывезли спецрейсом МЧС России из Сухума в Москву, где он был помещён в Центральную клиническую больницу. Президент Абхазии Сергей Багапш заявил, что Ардзинба находится «на плановом лечении», в то же время министр здравоохранения республики Зураб Маршания сообщил, что политик госпитализирован в тяжёлом состоянии и подключён к аппарату диализа. 4 марта Владислав Ардзинба скончался.
5 марта 2010 года гроб с телом Ардзинбы был доставлен в Сухум. Сергей Багапш объявил в Республике Абхазия траур с 7 по 9 марта 2010 года.
Похороны Владислава Ардзинбы состоялись 9 марта 2010 года. Согласно завещанию, он был похоронен в селе Эшера, на кладбище бойцов Гумистинского фронта, недалеко от дома, где он родился.

## Публикации
| Публикации В. Г. Ардзинбы |
| Книги |
| --- |
| Ардзинба В. Г. Ритуалы и мифы древней Анатолии / отв. ред. В. В. Иванов. — М.: Наука: Главная редакция восточной литературы, 1982. — 252 с. — 3500 экз. Архивировано 15 сентября 2015 года. |
| Маккуин Дж. Г. Хетты и их современники в Малой Азии / под ред. и послесловие В. Г. Ардзинба. — М.: Наука, 1983. — С. 152—182. — 183 с. |
| Пиотровский Б. Б., Иванов В. В., Ардзинба В. Г. Древняя Анатолия. — М.: Наука: Главная редакция восточной литературы, 1985. — 253 с. — 4000 экз. |
| Статьи |
| Ардзинба В. Г. К вопросу о хеттском царе и «царице-матери» // Сборник статей преподавателей и аспирантов Сухгоспедиинститута. — Сухуми: Алашара, 1970. — С. 86—107. |
| Ардзинба В. Г. Заметки к текстам хеттских ритуалов // Вестник древней истории. — 1977. — № 3. — С. 118—132. |
| Ardzinba V. G. Some Notes on the Typological Affinity Between Hattian and North-West Caucasian (Abkhazo-Adygian) Languages. In: "International Tagung der Keilschriftforscher der sozialistischen Länder" (англ.) // Zusammenfassung der Vorträge. — Budapest, 1974. — 25 April. — P. 10—15.                   |
| Ардзинба В. Г. Некоторые сходные структурные признаки хаттского и абхазо-адыгского языков // Переднеазиатский сборник. — М.: Наука: Главная редакция восточной литературы, 1979. — Т. III: История и филология стран Древнего Востока. — С. 26—37.                                                             |
| Ардзинба В. Г. Хурритский рассказ об охотнике Кесси // Кавказско-ближневосточный сборник. — Тбилиси, 1984. — Вып. VII. — С. 61—73. |
| Ардзинба В. Г. Нартский сюжет о рождении героя из камня // Древняя Анатолия. — М.: Наука, 1985. — С. 128—168. |
| Ардзинба В. Г. Из наблюдений над §168 хеттских законов // Šulmu. — Prague, 1986. |
| Ардзинба В. Г. Хеттская дипломатия // Межгосударственные отношения и дипломатия на Древнем Востоке. — М., 1987. — С. 90—131. |
| Ардзинба В. Г. Послесловие // О. Герни. Хетты. — М.: Наука, 1987. — С. 192—222. |
| Ардзинба В. Г. Приметы образа «пастуха» абхазских нартских сказаний // Труды Абхазского государственного университета. — 1987. — Т. 5. — С. 131—135. |
| Ардзинба В. Г. Хеттская культура, религия и искусство // История Древнего Востока, часть вторая. — М., 1988. |
| Ардзинба В. Г. История Малой Азии // История стран Востока. — М.: Высшая школа, 1988. |
| Ардзинба В. Г. К истории имени, функции и образа общезападнокавказского бога кузнеца // Медные рудники Западного Кавказа III-I тыс. до н.э. и их роль в горно-металлургическом производстве древнего населения. Тезисы докладов Башкапсарского полевого археологического семинара. — Сухуми, 1988. — С. 62—64. |
| Ардзинба В. Г. К истории культа железа и кузнечного ремесла (почитание кузницы у абхазов) // Древний Восток: этнокультурные связи. — М.: Наука: Главная редакция восточной литературы, 1988. — С. 263—306. — ISBN 5-02-016792-4.                                                                               |
| Ардзинба В. Г. Цивилизации древней Малой Азии // Древние цивилизации. — М.: Мысль, 1989. |
| Ардзинба В. Г. Приметы образа «пастуха» абхазских нартских сказаний // Абхазоведение. Язык. Фольклор. Литература. — Сухум, 2006. — Вып. II. — С. 128—137. |

## Семья
- Супруга — Светлана Джергения[43] (р. 1950) — выпускница историко-английского отделения Орджоникидзевского государственного университета, специалист по Османской империи XIX века, старший научный сотрудник отдела политологии АбИГИ[3][44];
- Дочь — Мадина — выпускница исторического факультета МГУ[19], занимается бизнесом[3][34];
- Зять — Алхас Аргун — бизнесмен[34];
- Племянник — Кемал Ардзинба — бизнесмен[45], криминальный авторитет. Застрелен 18 мая 2021 года в Сухуме[46].

## Награды
- Герой Абхазии[11];
- Орден «Честь и слава» I степени[11];
- Орден Почёта (Южная Осетия)[11];
- Премия имени В. И. Вернадского[15];
- Международная Кандуровская премия[15].
- Действительный член Академии наук Абхазии (1997)[9]

## Память
В Абхазии Владислава Ардзинба почитают за национального лидера, его портреты можно увидеть на патриотических плакатах по всей стране. В честь 70-летия со дня рождения Владислава Ардзинбы, 2015 год был объявлен в Абхазии годом Ардзинбы. 12 мая 2015 года в Ткварчале был открыт памятник Владиславу Ардзинба. В честь Владислава Ардзинба названы:
- Аэропорт Бабушара.
- Улицы в Сухуме (бывшая Аиааира — Победы)[48], Гудауте (бывшая 30 сентября) и главный проспект Гагры (бывшая улица Нартаа)[49].
- Сухумский музей Боевой славы Абхазии[47].

В 1996 году Почта Абхазии выпустила марку номиналами 900 и 1500 рублей с портретом Ардзинбы. В 2013 году Банк Абхазии выпустил памятные монеты, номиналом 10 и 50 апсаров, посвящённые памяти Владислава Ардзинбы. 50 апсаров выполнены из золота 999-й пробы тиражом в 99 экземпляров, 10 апсаров выполнены из серебра 925-й пробы тиражом 1498 экземпляров, 499 из которых имеют золочение. 29 сентября 2018 года Национальным Банком Республики Абхазия была выпущена памятная банкнота номиналом 500 апсар, на аверсе которой изображён Владислав Ардзинба.
В 2018 году посмертно вышла фундаментальная книга воспоминаний Ардзинбы «Моя жизнь», под редакцией его жены С. И. Джергения. В книге Ардзинба рассказывает о ключевых событиях политической деятельности, приводит ранее неизвестные факты и подробности грузино-абхазского конфликта и последующих переговоров по его урегулированию, даёт оценки своим соратникам и противникам, сообщает о своей личной и частной жизни.

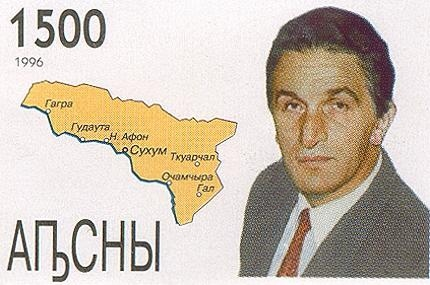
Владислав Ардзинба на марке.
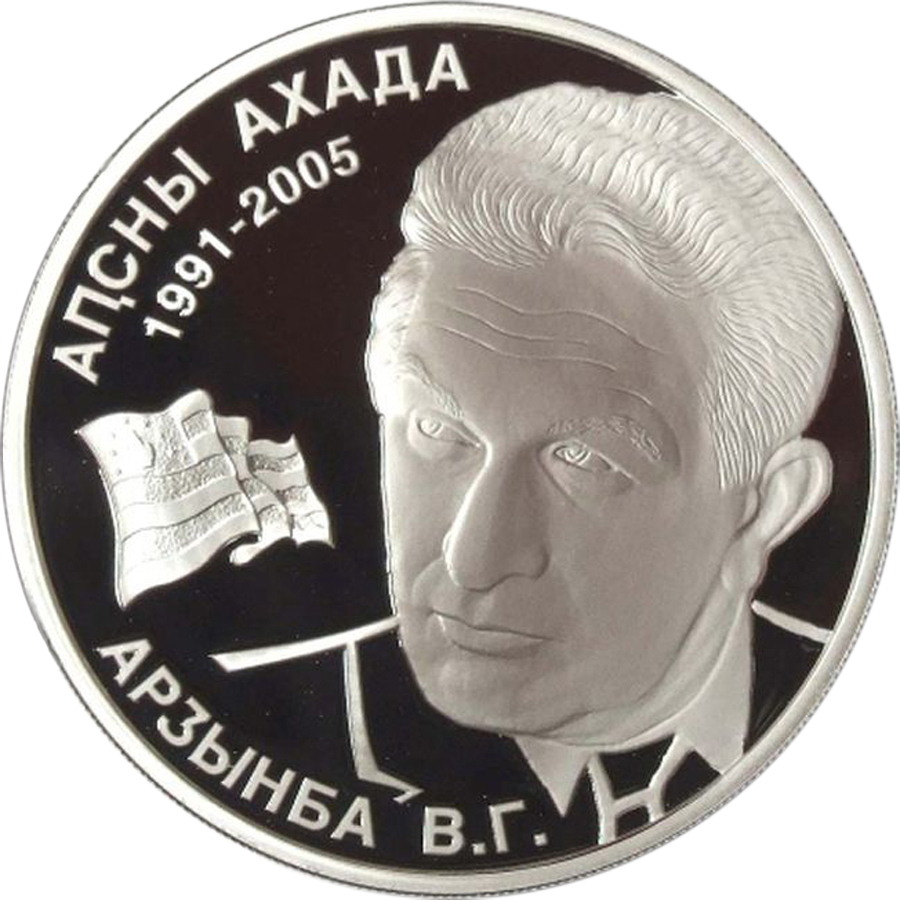
Владислав Ардзинба на монете номиналом 10 апсаров.
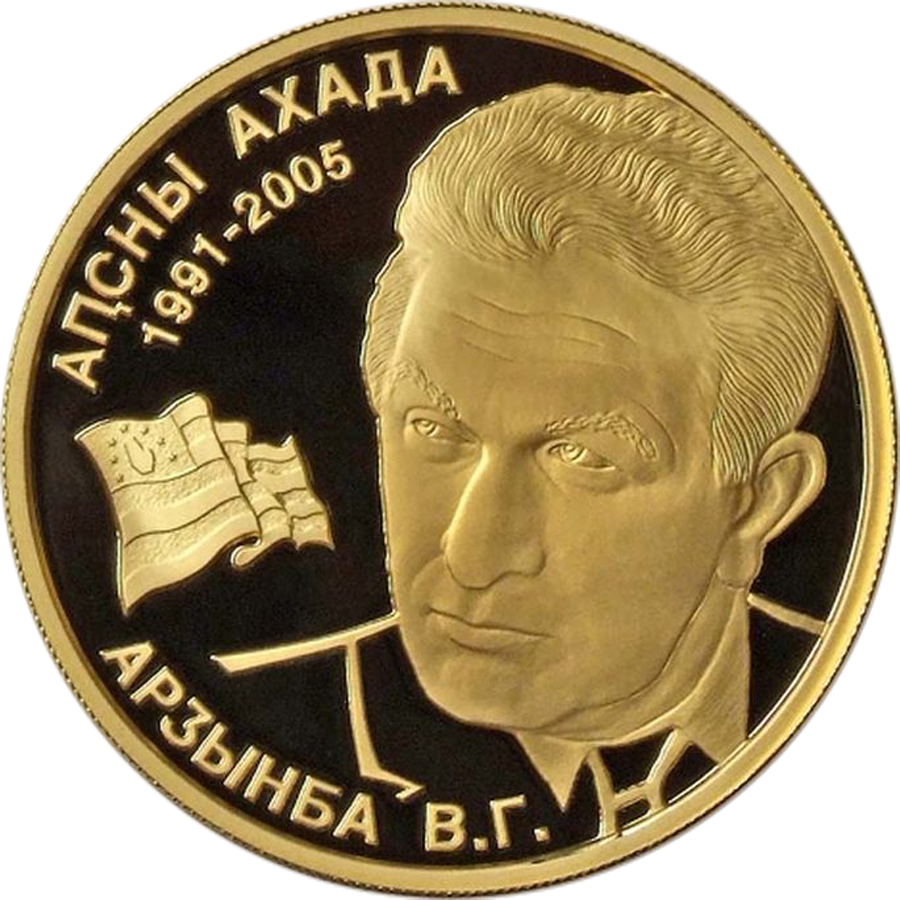
Владислав Ардзинба на монете номиналом 50 апсаров.